# 大牟田市立歴木中学校
大牟田市立歴木中学校（おおむたしりつくぬぎちゅうがっこう）は、福岡県大牟田市大字歴木に所在した公立中学校。

## 概要
- 大牟田市立平原小学校区・高取小学校区の全域、及び三池小学校区の一部を通学区とする[1]。
- 校舎は4階建て2棟。ほかに、柔道場及び剣道場を完備した体育館、並びに25mプールがある。

## 所在地
- 福岡県大牟田市大字歴木1150番地

## 沿革
- 1947年 大牟田市立第五中学校として創立
- 1949年 現校名に名称変更
- 1985年 新校舎完成
- 1990年 新体育館落成・新水泳プール完成
- 2025年 大牟田市立田隈中学校の一部と統合し大牟田市立御木中学校へ

## アクセス
- 西鉄バス大牟田 - 平野口（平ノ口）バス停または御幸返橋バス停（行き先番号：1・2・4番）より徒歩7分

## 学区内の施設・名所・文化財など
- 三池山
- 普光寺
- 定林寺（紫陽花）

## 主な出身者
- 真弓明信（元プロ野球選手）
- 村上隆行（元プロ野球選手）
- 高森啓吾（柔道家、総合格闘家）